# 압둘라 이브라힘
압둘라 이브라힘(Abdullah Ibrahim, 1934년 10월 9일 ~ )은 남아프리카 공화국의 피아니스트이자 작곡가이다. 그의 음악은 케이프타운의 다문화 항구 지역에서 그의 어린 시절의 많은 음악적 영향을 반영하고, 전통적인 아프리카 노래에서부터 아프리카 감리교 감독교회와 라가의 복음성가에 이르기까지, 더 현대적인 재즈와 다른 서양 스타일에 이르기까지 했다. 이브라힘은 케이프 재즈의 하위 장르에서 주요 인물로 여겨진다. 재즈 안에서, 그의 음악은 특히 셀로니어스 멍크와 듀크 엘링턴의 영향을 반영한다.

## 생애
이브라힘은 1934년 10월 9일 케이프타운에서 태어났고 아돌프 요하네스 브랜드로 세례를 받았다. 그는 케이프타운 6구역에 있는 트라팔가 고등학교에 다녔고 7살에 피아노 레슨을 시작하여 15살에 프로에 데뷔했다. 그는 혼혈 유산으로 남아공 정부에 따르면 유색인이라고 한다. 그의 어머니는 교회에서 피아노를 연주했고, 그 음악 스타일은 영향을 끼칠 것이다. 게다가 그는 젊은 시절 케이프타운에서 마라비, 음바쾅가, 그리고 미국 재즈를 포함한 여러 장르의 음악을 배웠다. 그는 케이프타운과 요하네스버그의 재즈계에서 유명해졌다.